# Rhagonycha pekinensis
Rhagonycha pekinensis es una especie de coleóptero de la familia Cantharidae.

## Distribución geográfica
Habita en Pekín (China).